# Höpen Air

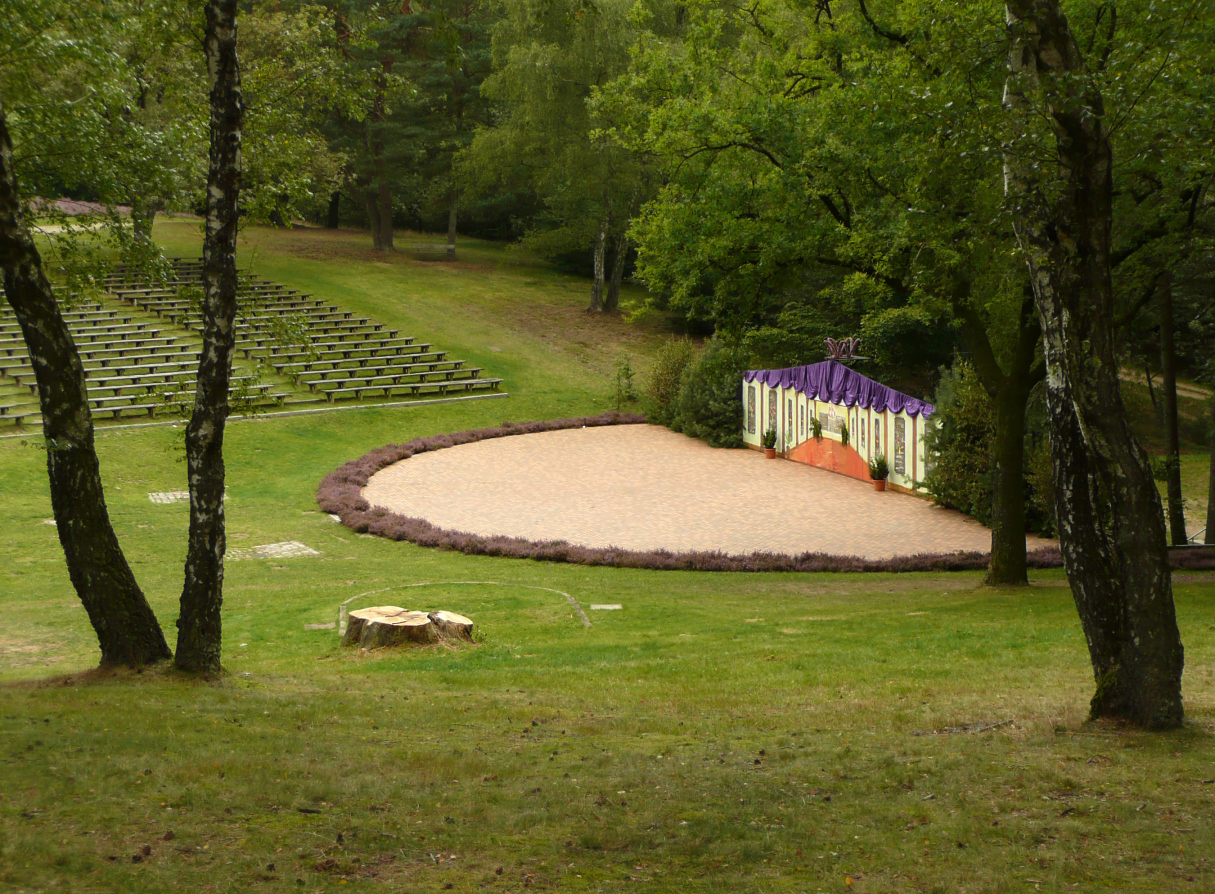
Freilichtbühne Höpen

Das Höpen Air ist ein seit 1985 bei Schneverdingen stattfindendes Musikfestival auf dem „Veranstaltungsgelände Freilichtbühne Höpen“ in der Lüneburger Heide. Das Open-Air-Festival wird vom „Stadtjugendring Schneverdingen e. V.“ veranstaltet und hatte 2015 etwa 5000 Besucher.

## Geschichte
Das erste Höpen Air fand am 13. Juli 1985 statt. Mit einer Ausnahme im Jahr 1990 fand das Festival von da an jedes Jahr Mitte Mai / Anfang Juni statt. Bis 2004 war das Festival kostenlos; aufgrund finanzieller Schwierigkeiten des Veranstalters wurde jedoch 2005 ein geringer Eintrittspreis eingeführt. Auch das Mitbringen eigener Getränke ist erst seit 2005 verboten. Aufgrund sinkender Besucherzahlen wurde 2010 der Eintritt wieder kostenlos. 2011 wurde erneut ein Eintrittspreis in Höhe von fünf Euro eingeführt. Die Ausgabe 2012 besuchten etwa 3500 Zuschauer, in den Folgejahren stieg die Besucherzahl wieder. Bei der Jubiläumsausgabe zum 30. Geburtstag im Jahr 2015 waren 5000 Zuschauer dabei. Ebenfalls 2015 wurde beschlossen, dass das Festival nur noch jedes zweite Jahr stattfinden wird, um die ehrenamtlichen Veranstalter zeitlich zu entlasten.
Obwohl lange kein Eintrittsgeld erhoben wurde, gelang es den Veranstaltern mit Hilfe einiger Sponsoren immer wieder, für das Festival hochkarätige Bands zu gewinnen. So spielten schon Achim Reichel, Ian Cussick, Clowns & Helden, Wolf Maahn, Creme 21, Illegal 2001 oder H-Blockx im Höpental. Auch regional bekannte Bands wie The Keltics, Town Fools oder Everlaunch traten bei dem Festival auf. Nachwuchsbands aus der Umgebung ergänzen das Line-up. Diese treten im Vorfeld bei einem Musikwettbewerb gegeneinander an; der Sieger tritt beim Höpen Air auf.

## Bands
Folgende Bands traten bereits beim Höpen Air auf:
| Jahr | Bands |
| ---- | --- |
| 1985 | Death Warrent, Suchtstoffsyndikat, Shotgun, Night Hawk und Satin Wave                                                                             |
| 1986 | Sinsemelia, Shotgun und Shakesbeer |
| 1987 | Future, Out of Bounds und Clowns & Helden |
| 1988 | The Mutants, Venus Loon und Mario Calucci |
| 1989 | 5th Avenue, Wizard und Rough Affair |
| 1991 | Skyline, Dransfeld Drums und Die Zöllner |
| 1992 | Skyline und Achim Reichel & Band |
| 1993 | Joy Failure, Whyn’t und Die Zöllner |
| 1994 | Resistors, Tea Age, Whyn’t und Die Zöllner |
| 1995 | Ich & die anderen, Joy Failure, Whyn’t, Bad Pilots, The Keltics und Wolf Maahn und Band                                                           |
| 1996 | Surprising Ex, The Last Decade, Ich & die anderen und The Keltics                                                                                 |
| 1997 | Laura’s Laughing, Sleepin’ Silence, Creme 21 und Illegal 2001                                                                                     |
| 1998 | Sleep Away Reality, The Surfin’ Birds, Surprising Ex, Rosenkrieger und The Last Decade                                                            |
| 1999 | Sleep Away Reality, Rasta Knast, Town Fools, und Rosenkrieger                                                                                     |
| 2000 | CKS Band, Free on Waggon, Tallian Gray, The Stou und Stone the Crow                                                                               |
| 2001 | Civil Lies, CKS Band, Free on Waggon, Town Fools und Illegal 2001                                                                                 |
| 2002 | Everlaunch, Sleepin’ Silence, Civil Lies, Ian Cussick, Dread Rock und Gierig                                                                      |
| 2003 | Noxious, Local Stunning, Sturch, Last Orders und Nameless                                                                                         |
| 2004 | Plan-B, Moonpatrol, Get Busted, Chair o Plane und Brunsberg                                                                                       |
| 2005 | Plan-B, Petersen, Birth Control und Nine-T-Nine                                                                                                   |
| 2006 | HardAttax, Red Rain, Wunder, TempEau und H-Blockx                                                                                                 |
| 2007 | Mele Kalikimaka, Everlaunch, Premium Flavour und Extrabreit                                                                                       |
| 2008 | Sound of Silence, Regicide, Premium Flavour und Demon’s Eye                                                                                       |
| 2009 | Soon, Sturch, RiffRaff und Stoke |
| 2010 | Rising Rage, Shotgunband und Orange (Ursprünglich stand Illegal 2001 im Line-up, die Band wurde jedoch krankheitsbedingt gegen Orange getauscht.) |
| 2011 | Chair-o-Plane, Pauka, Carrera Gold und Torfrock                                                                                                   |
| 2012 | Lotto King Karl & Die Barmbek Dream Boys, wingenfelder:Wingenfelder, Carrera Gold, Zeitpuls                                                       |
| 2013 | Ray Wilson, The Rockhouse Brothers, Premium Flavour, Luftpost                                                                                     |
| 2014 | Luftpost, Goodwill Intent, North Alone, Just Pink, The Pokes                                                                                      |
| 2015 | North Alone, Illegal 2001, Torfrock, The Keltics                                                                                                  |
| 2017 | Stefanie Heinzmann, Spider Murphy Gang, Mutz, Alex im Westerland, Martin Connell                                                                  |
| 2019 | John Diva and the Rockets of Love, Die Toten Ärzte, Hellfire, El Paniko und das Katastrophenorchester, Feathers and Greed                         |
| 2022 | Jupiter Jones, Monsters of Liedermaching, Wisecräcker, Back to School, Reis Against the Spülmachine, Grillmaster Flash                            |
| 2024 | Mr. Irish Bastard, Tequila & The Sunrise Gang, Die Happy, Mr Hurley & Die Pulveraffen, Randale, Schneverdinger Stadtfalken, Steven Screamz        |